# (11675) Billboyle
(11675) Billboyle (1998 CP2) – planetoida z grupy pasa głównego asteroid okrążająca Słońce w ciągu 3,5 lat w średniej odległości 2,3 j.a. Odkryta 15 lutego 1998 roku.